# Weißflügelsittich
Der Weißflügelsittich (Brotogeris versicolurus) ist eine Art der Neuweltpapageien. Er kommt ausschließlich in Südamerika vor. Die Art wird von der IUCN als ungefährdet eingestuft.

## Erscheinungsbild
Der Weißflügelsittich erreicht eine Körperlänge von 22 Zentimetern und ist damit geringfügig kleiner als der Tirikasittich.
Das Gefieder ist überwiegend mattgrün. Stirn, Scheitel, Zügel, Ohrdecken, Wangen und Kinn sind graublau überhaucht. Die Unterbrust und der Bauch weisen eine etwas kräftigere grüne Färbung auf. Das Rückengefieder und die Oberschwanzdecken sind ebenso wie der Flügelbug und die kleinen und mittleren Flügeldecken dunkelgrün. Die große Flügeldecken dagegen sind gelb und die Handdecken dunkelblau. Die ersten vier Handschwingen sind grünblau, die übrigen weiß. Die Armschwingen sind weißlich gelb.
Der Schnabel ist hornfarben und der nackte Augenring ist weißlich. Die Iris ist dunkelbraun. Die Füße und Beine sind fleischfarben.

## Verbreitung und Verhalten
Der Weißflügelsittich kommt in Peru östlich der Anden, im Südosten von Kolumbien sowie entlang des Amazonas und dessen Hauptnebenflüssen vor. Als eingeführte Art kommt der Weißflügelsittich in Lima westlich der Anden sowie im Gebiet von Los Angeles, San Francisco und Miami sowie auf Puerto Rico vor.
Weißflügelsittiche ernähren sich von Sämereien, Beeren und Blüten. Genauere Beobachtungen über das Fortpflanzungsverhalten des Weißflügelsittiches liegen vor allem durch Beobachtungen anhand der eingeführten Papageien in San Francisco vor. Die in den 1970er Jahren nur 12 bis 17 Vögel umfassende Gruppe nisteten in Dattelpalmen. Die Bruthöhlen wurden in den Schnittstellen, an denen die Palmwedel abgetrennt waren, gegraben. Während der Brutzeit übernachteten beide Elternvögel in der Nisthöhle. Die Brutzeit begann in Kalifornien im März. Ab Juni bis Juli schlossen sich die adulten Vögel mit ihrem Nachwuchs wieder dem Schwarm an. Die Sterblichkeitsrate der Jungvögel war sehr hoch. Der Schwarm an Weißflügelsittichen nutzte hauptsächlich drei Plätze innerhalb von San Francisco. Dabei war ein regelmäßiges tägliches Bewegungsmuster zu beobachten, das jahreszeitlich bedingt nur gering variierte. Die Jungvögel starben, weil sie entweder von Greifvögeln gegriffen wurden oder während der langen Flügen zwischen Übernachtungs- und Nahrungsplätzen den Kontakt zum Schwarm verloren und dann innerhalb der Stadt verhungerten.

## Haltung in menschlicher Obhut
Weißflügelsittiche wurden erstmals 1862 nach Europa importiert. Allerdings blieb diese Sittichart als Ziervogel selten. Erst zwischen 1960 und 1980 wurden diese Art in großer Zahl nach Europa importiert. In Großbritannien war diese Art sogar zeitweilig eine der häufigsten importierten Papageienarten.

## Belege